# أندرو ميلر (عسكري)
أندرو ميلر (بالإنجليزية: Andrew Miller) هو عسكري أمريكي، ولد في 11 أغسطس 1916 في مانيتووك في الولايات المتحدة، وتوفي في 29 نوفمبر 1944.